# Чудинов, Энгельс Матвеевич
Чудинов Энгельс Матвеевич (13 октября 1930, Сарапул — 4 июля 1980, Москва) — советский философ, специалист в области методологии науки, философских проблем физики.

## Биография
В 1951 году окончил философский факультет ЛГУ и физический факультет ЛГУ в 1953 году. В 1955 году получил учёную степень кандидата, а в 1968 доктора философских наук. В 1955—1966 гг. преподавал философию в Бирском педагогическом институте и Уфимском авиационном институте. C 1966 года и до конца своей жизни работал в Московском физико-техническом институте сначала в должности доцента, а c 1970 г. -профессора, заведующего кафедрой философии.

## Научная деятельность
В своих работах подчеркнул важную роль философских соображений при создании научных теорий. Отметил, что наряду с общей философией, при создании научных теорий используются специализированные философские принципы: принцип наблюдаемости, принцип простоты, принцип физического смысла, принцип причинности, принцип жёсткости теории. Философские принципы создают «стиль научного мышления» и формируют парадигму научной теории.
Подчеркнул объективный характер относительности пространства и времени в специальной теории относительности, являющийся следствием относительности одновременности. Рассмотрел вопрос о связи абстрактных геометрий с реальным миром. Отметил, что общая теория относительности привела к пересмотру проблемы бесконечности Вселенной и проблемы «начала времени». Высказал гипотезу, что проблема причинности в общей теории относительности может свидетельствовать о неполноте геометрического описания времени.
Выдвинул концепцию «статуса эквивалентных описаний в онтологии», основанную на том, что эквивалентные описания, математические аппараты которых переходят друг в друга при тождественных преобразованиях, дают различные онтологические
картины явлений реального мира.
Онтологические различия эквивалентных описаний при их математической равносильности приводят к «парадоксу альтернативных онтологий». Эквивалентные описания экстенсионально тождественны, но интенсивно различны и имеют разный физический смысл.

## Основные труды
- Чудинов, Э. М. О философской оценке пустых «миров» в релятивистской космологии // Вопросы философии. — 1966. — № 1.
- Чудинов, Э. М. Общая теория относительности и пространственно-временная структура Вселенной // Вопросы философии. — 1967. — № 3.
- Чудинов, Э. М. Логические основания проблемы бесконечности в релятивистской космологии // Эйнштейновский сборник. — М., Наука, 1968 — С. 55-91;
- Чудинов, Э. М. Логические аспекты проблемы бесконечности Вселенной в релятивистской космологии // Бесконечность и Вселенная. — М., 1969;
- Чудинов, Э. М. Пространство и время в современной физике. — М., 1969.
- Готт В. С., Тюхтин В. С., Чудинов Э. М. Философские проблемы современного естествознания : [Учеб. пособие по спецкурсу для филос., физ. фак. ун-тов и пед. вузов] / Под ред. В. С. Готта. — Москва : Высш. школа, 1974. — 264 с.
- Чудинов, Э. М. Теория относительности и философия. — М., Политиздат, 1974. — С. 304;
- Чудинов, Э. М. Природа научной истины. — М., Политиздат, 1977. — С. 312;
- Чудинов, Э. М. Нить Ариадны. (Философские ориентиры науки). — М., 1979;
- Чудинов, Э. М. Эйнштейн и проблема бесконечности Вселенной // Эйнштейн и философские проблемы физики XX века. — М., 1979.